# Clyst St George
Clyst St George (veraltet Clyst Champernowne) ist ein Dorf in East Devon, England, am Ufer des River Clyst, etwa 6,5 km südöstlich von Exeter und 8 km nördlich von Exmouth.

## Überblick und Geschichte
Das Dorf bildet den südlichsten von sechs nach dem River Clyst benannten Parishs. Es lag innerhalb des Hundred of East Budleigh und innerhalb der Deanery of Aylesbeare. Zu diesem Parish gehörte früher auch Marsh Barton, wo sich heute ein Gewerbegebiet befindet, das vom Exeter City Council verwaltet wird.
Die Pfarrkirche mit ihrem Kirchturm aus rotem Sandstein ist St. George geweiht. Sie wurde 1854–59 völlig neuerbaut. 1940 brannte sie nach einem Luftangriff aus und wurde 1952 wieder aufgebaut 1952.
Die Lady Seaward Primary School wurde 1705 von Hannah Seaward ausgestattet und 1859 neugebaut. Das Bauwerk wurde von Nikolaus Pevsner als „unverdorben“ und „picturesque“ bezeichnet. Das Old Rectory stammt aus dem 18. Jahrhundert.